# Poison (canción de Hazbin Hotel)
Poison es una canción synthwave de la serie de televisión estadounidense de comedia musical animada para adultos Hazbin Hotel, cantada por Angel Dust (con la voz de Blake Roman). La canción aparece en Masquerade, el cuarto episodio de la primera temporada del programa. El 5 de enero de 2024, Amazon Prime Video publicó la canción y la letra en YouTube y Spotify antes del lanzamiento de la primera temporada, y desde entonces han acumulado 23 millones de visitas y 103 millones de transmisiones, respectivamente. La canción también alcanzó el puesto número dos en la lista Bubbling Under Hot 100 de Estados Unidos. La canción trata sobre la oscuridad involucrada en una relación psicológicamente abusiva, combinada con lo traumatizante que es una relación sexualmente abusiva para una persona, continuando temas de la canción y el video musical de Hazbin Hotel de 2020 "Addict". El 1 de abril de 2024 se lanzó un remix oficial de The Living Tombstone, con un nuevo instrumental hyperpop y con Joel Perez como Valentino.

## Gráficos
Rendimiento en las listas semanales de "Poison":
| Lista                                           | Posición |
| ----------------------------------------------- | -------- |
| Canadá (Canadian Hot 100)                       | 69       |
| Nueva Zelanda (Recorded Music NZ)               | 24       |
| UK Singles Chart (OCC)                          | 55       |
| UK Indie Chart (OCC)                            | 14       |
| US (Bubbling Under Hot 100 Singles) (Billboard) | 2        |
| US Hot Rock & Alternative Songs (Billboard)     | 14       |